# Antonio Cagnoni

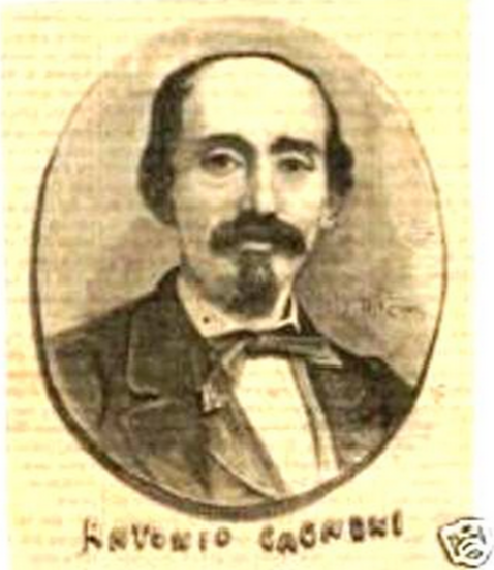
Antonio Cagnoni (ohne Jahr)

Antonio Cagnoni (* 8. Februar 1828 in Godiasco, (Provinz Pavia); † 30. April 1896 in Bergamo) war ein italienischer Opernkomponist des 19. Jahrhunderts.

## Leben
Antonio Cagnoni studierte bei Felice Moretti (1791–1863), auch „Padre Davide da Bergamo“ genannt, in Voghera und von 1842 bis 1847 am Mailänder Konservatorium.
Zu seinen bedeutendsten Werken zählen die Opern Don Bucefalo (1847), Claudia, Giralda, Michele Perrin, Il capriccio di donna und Papà Martin. Cagnonis 1895 vollendete Oper Re Lear wurde wegen seines Todes 1896 nicht mehr zu Lebzeiten des Komponisten aufgeführt. Die Uraufführung des vieraktigen Werkes fand erst 2009 beim „Festival della Valle d’Itria“ in Martina Franca statt. Ebenfalls wirkte Cagnoni bei der von Giuseppe Verdi zum Tode Rossinis angeregten Messa per Rossini mit und komponierte hierfür Quid sum miser. Sein bedeutendstes religiöses Werk ist sein Requiem von 1888.